# Eagle Lake, Minnesota
Eagle Lake är en ort (city) i Blue Earth County, Minnesota, USA.